# Marit (nombre propio)

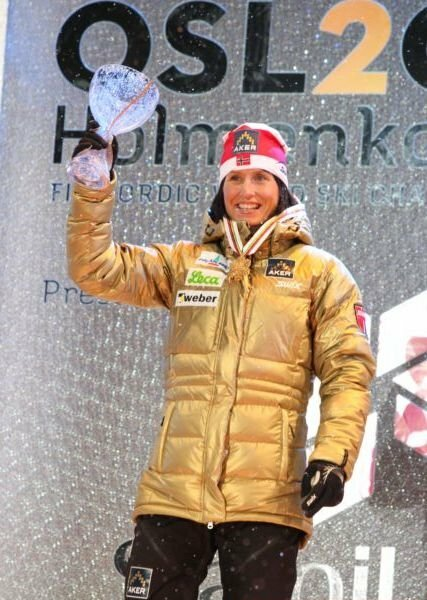
El ram Marit Bjorgen

Marit es un nombre propio femenino de origen escandinavo, que puede estar vinculado o referido a:

## Personas
- Marit Allen (1941-2007), diseñadora de vestuario británica.
- Marit Bjørgen (1980-), esquiadora de fondo de nacionalidad noruega.
- Marit Larsen (1983-), también conocida como Marit Elisabeth Larsen, cantante y compositora noruega.
- Marit Maij (1972-), política neerlandesa que actualmente ocupa un escaño en la Segunda Cámara de los Estados Generales.
- Marit Nybakk (1947-), política noruega, miembro del Partido Laborista.
- Marit Tusvik (1951-), escritora y dramaturga noruega, que ha incursionado en varios géneros, entre ellos la novela, la poesía y el teatro.

- Mette-Marit de Noruega (1973-), también conocida como Mette-Marit Tjessem Høiby, princesa y futura Reina de Noruega, consorte del príncipe heredero Haakon Magnus de Noruega.

- Datos: Q1566153
- Multimedia: Marit (given name) / Q1566153